# Цветан Владовски
Цветан Христов Владовски, по-известен като Чочо Владовски, е български музикант, певец, композитор и аранжор, известен най-вече като вокалист на рок група Тангра.

## Кратка биография
Чочо Владовски е роден в гр. София на 20 март 1956 г. в музикалното семейство на Христо Владовски – солист флейтист на Софийската филхармония. От малък започва да се занимава с музика, първоначално – с цигулка, впоследствие – с флейта, с която се записва в музикалната гимназия в София. Голямо влияние върху музикалното си развитие получава от по-големия си брат – Трошан Владовски, китарист на „Сребърните гривни“, една от първите рок групи в България.
Умира на 10 декември 2006 г. след тежко боледуване.

## Творчески път

### Първи стъпки
В Музикалната гимназия, повлиян от музиката на Джетро Тъл, Лед Цепелин и Дийп Пърпъл, заедно със съученика си Иван Лечев правят първата си „читалищна група“ през 1970 – 1971 в читалище „Пробуда“. През лятната ваканция заедно с друга легенда на българската рок музика Нако „Циганина“ свирят на морето в къмпинга Аркутино.

### Професионално израстване
Изключен от училище той започва творческия си път през 1972 г. със състава на „Сребърните гривни“. Попадайки в среда на музиканти като Иван (Ванко) Пеев и Александър Петрунов (Сашо Гривната), Чочо за кратко време се приспособявя като беквокал, флейтист и перкусии (конги). По това време се правят главно кавъри на известни песни на Ийгълс, Дуби Брадърс, Фрий, Дийп Пърпъл, в които Чочо се изявява и като фронт-вокал. През 1974 г. започва работа и прави няколко музикални турнета с Митко Щерев и „6+1“. През този период работи с известните имена в българския рок – Илия Караянев (Личо Стоунса), Ванко „Филибето“ и др.
За кратко време твори и с група Диана Експрес.

### В шоу бизнеса
През периода 1975 – 1978 г. работи с Емил Димитров в неговия оркестър „Синьо-белите“. Освен многобройните гастроли в България, Чочо пътува на турнета във Франция, СССР, Чехословакия и Турция. Има участия на фестивала „Златният Орфей“, новогодишни и абитуриентски балове. През този период натрупва огромен опит от многобройни концертни прояви и замисля самостоятелни изяви.

### С група „Тангра“
През 1979 г. Чочо започва да пее с формираната рок група „Тангра“, взимайки участие в Младежкия конкурс за забавна песен. Групата печели първо място с песента „Очакване“ и след това заминава на Златни пясъци където свири през летния сезон. В този период освен Чочо в групата работят: Константин Марков („Косьо“) – бас, Борислав Цонев („Боби“) – китара, Борислав Панов („Боти“) – клавири и цигулка, кръстник на „Тангра“, Антон Бубев („Капъша“) – барабани. Репертоарът включва кавъри на „Канзас“, „Status Quo“, „Free“ и други, но вече има и български авторски песни.
Повторно Чочо започва работа с „Тангра“ през 1980 – 1982 г., като изпява най-големите хитове на групата: „Нашия град“, „Богатство“, „Любовта, без която не можем“ по музика на Борис Карадимчев, текстове на Александър Петров и аранжименти на Тангра. Тангра е в състав: Косьо Марков – бас, Борислав Цонев – китара, Емил Герасимов – ударни и Валентин Пападополус („Папи“) – клавири. Следват турнета в България и в чужбина, СССР, ГДР, като успехът им е огромен. През 1983 г. групата има покана за турне в Чехословакия, но МВР – респективно КДС, отказва паспорт на Чочо. Това е тежък удар за цялата група, която впоследствие се разпада.

### Солова кариера
След 1984 г. Чочо работи за кратко с Развигор Попов и Мими Иванова като соло изпълнител. Впоследствие започва самостоятелна кариера и се ориентира към изпълнения в стил поп. Сътрудничи си с композиторите Тончо Русев, Стефан Димитров, Вили Казасян, Асен Драгнев, Кристиян Бояджиев и др. От този период е хитът „Безсъние“, отново по музика на Борис Карадимчев и текст на Александър Петров. През 1989 г. издава самостоятелен албум, озаглавен „Цветан Владовски“.
В началото на 1990 г. започва съвместна работа с Лили Иванова, откривайки музикално студио и продуцира нейния албум „Хазарт“ 1993 г. Реализира три популярни дуета с Лили („За да те има“, „Малък шанс“ и „Днешната любов“).
През 1996 година издава втория си албум „Богатство“.
В творчески колектив с Александър Кипров и Данаил Драганов (Дени), печели Голямата награда на фестивала „Златният Орфей“ 1997 г. за българска песен, а през следващата 1998 г. – първа награда. Печелят Първа награда на „Бургас и морето“ 1998, II Награда на Международния конкурс в Скопие през 1997. През 2002 г. взима участие в авторския проект на Георги Анастасов („Фишека“) „Като свещ в мрака“, като изпълнява и взима участие в три песни от албума. В следващия албум на Георги Анастасов („Фишека“) „Господи, дай ми сили“ през 2003 г. изпълнява „Спи, дете“ в дует със Светлозара Желязкова („Дзуфи“). Песента е посветена на родилия му се син Хари.
От началото до края на 90-те години Чочо Владовски изпълнява българските версии на началните песни на много от анимационните сериали на „Дисни“, като „Патешки истории“, „Чип и Дейл: Спасителен отряд“, „Приключенията на Гумените мечета“, „Капитан Балу“, „Новите приключения на Мечо Пух“, „Аладин“ и „Чернокрилият паток“.
Председател на Българската национална асоциация на производителите на звукозаписи (БНАПЗ).

## Награди
- „II награда“ за песента „И една звезда“ (муз. Петър Гюзелев) на Международния фестивал „Златният Орфей“ (Слънчев бряг, 1990).

като композитор:
- „II награда“ за песента „Огън и дим“ (муз. Александър Кипров, Данаил Драганов, Цветан Владовски) в изпълнение на дует Ритон на Международния фестивал „Златният Орфей“ (Слънчев бряг, 1997).

## Дискография

### Студийни албуми
- „Нашият град“ (1982), с група „Тангра“
(LP, Балкантон – ВТА 10932)
- „Цветан Владовски“ (1987)
(LP и МС, Балкантон – ВТА 12382)

### Мини албуми
с „Тангра“
- „Тангра“ (1980)
(SP, Балкантон – BTK 3617)
- „Оркестър без име“ (1982) – Маргарита Хранова, Тангра
(SP, Балкантон – BTK 3660)

### Компилации
- „Богатство“ (1996)
(CD, Golden Records – GRCD 96001)
- „Антология – част I“ (2000)
‎(CD, PolySound Inc. – PS 008959 201 – 11)